# RAF Topcliffe
Base aérienne de Topcliffe
La Royal Air Force Topcliffe ou RAF Topcliffe (ICAO : EGXZ) est une base aérienne de la Royal Air Force à Topcliffe Chichester, dans le Yorkshire du Nord, en Angleterre.

## Historique
L'aérodrome a été établi en tant que Royal Air Force Bomber Command en 1940. L'armée britannique a repris une grande partie du site en 1974 et l'aérodrome est devenu une enclave au sein d'Alanbrooke Barracks (en) hébergeant actuellement le 4th Regiment Royal Artillery (en). La dernière unité restante de la RAF est le  645e Volunteer Gliding Squadron (en) qui exploite le planeur Grob Viking T.1 de Grob Aircraft.

## Rôle actuel
Royal Air Force  :
- No. 22 Group RAF (en)
  - No. 2 Flying Training School RAF

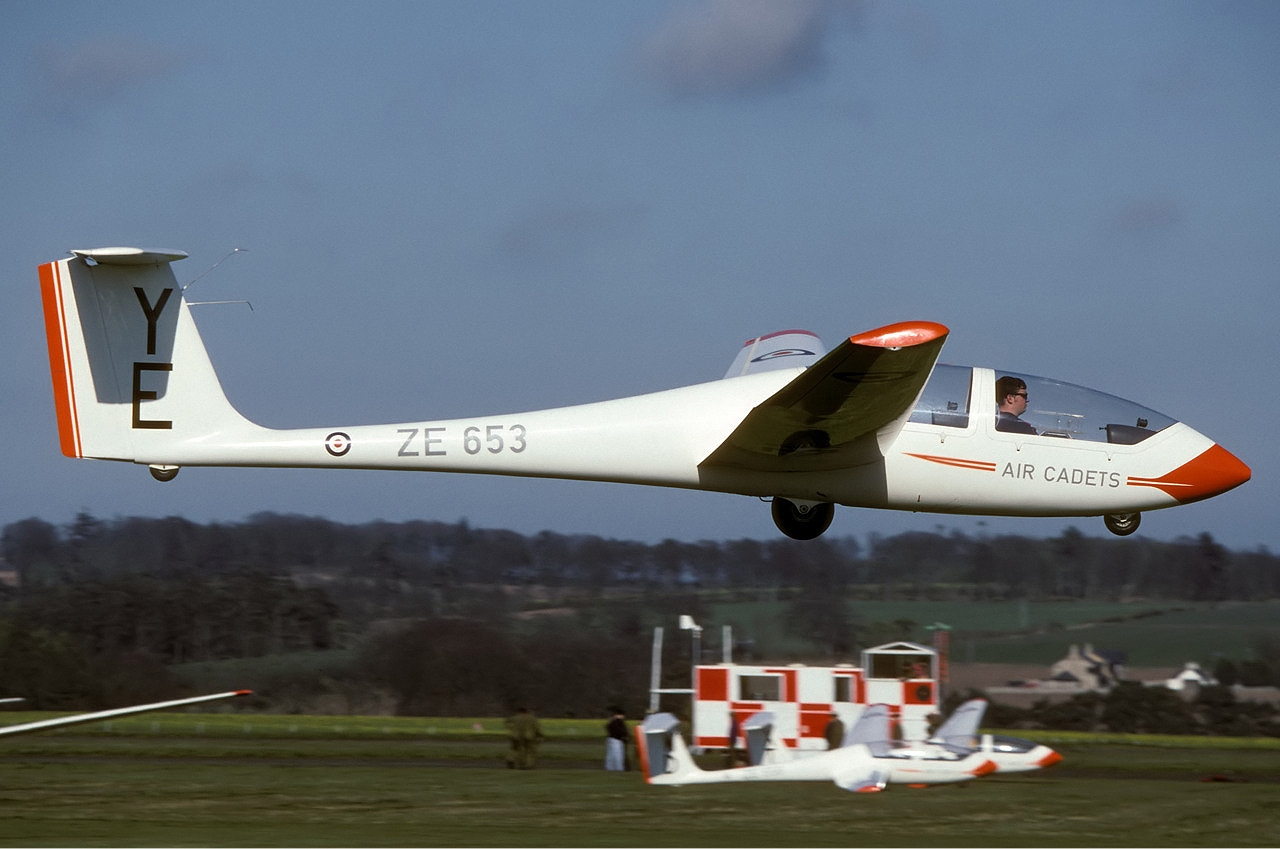
Grob Viking du 645 VGS

    - No. 645 Volunteer Gliding Squadron, qui enseigne aux cadets de l'Air à piloter le Grob Viking T1.

  - Air Training Corps
    - Central & East Yorkshire Wing HQ

Civil  :
Depuis mars 2012, la station est la base permanente de l'une des deux Yorkshire Air Ambulance exploitant un hélicoptère H145.